# Gleichung xʸ = yˣ

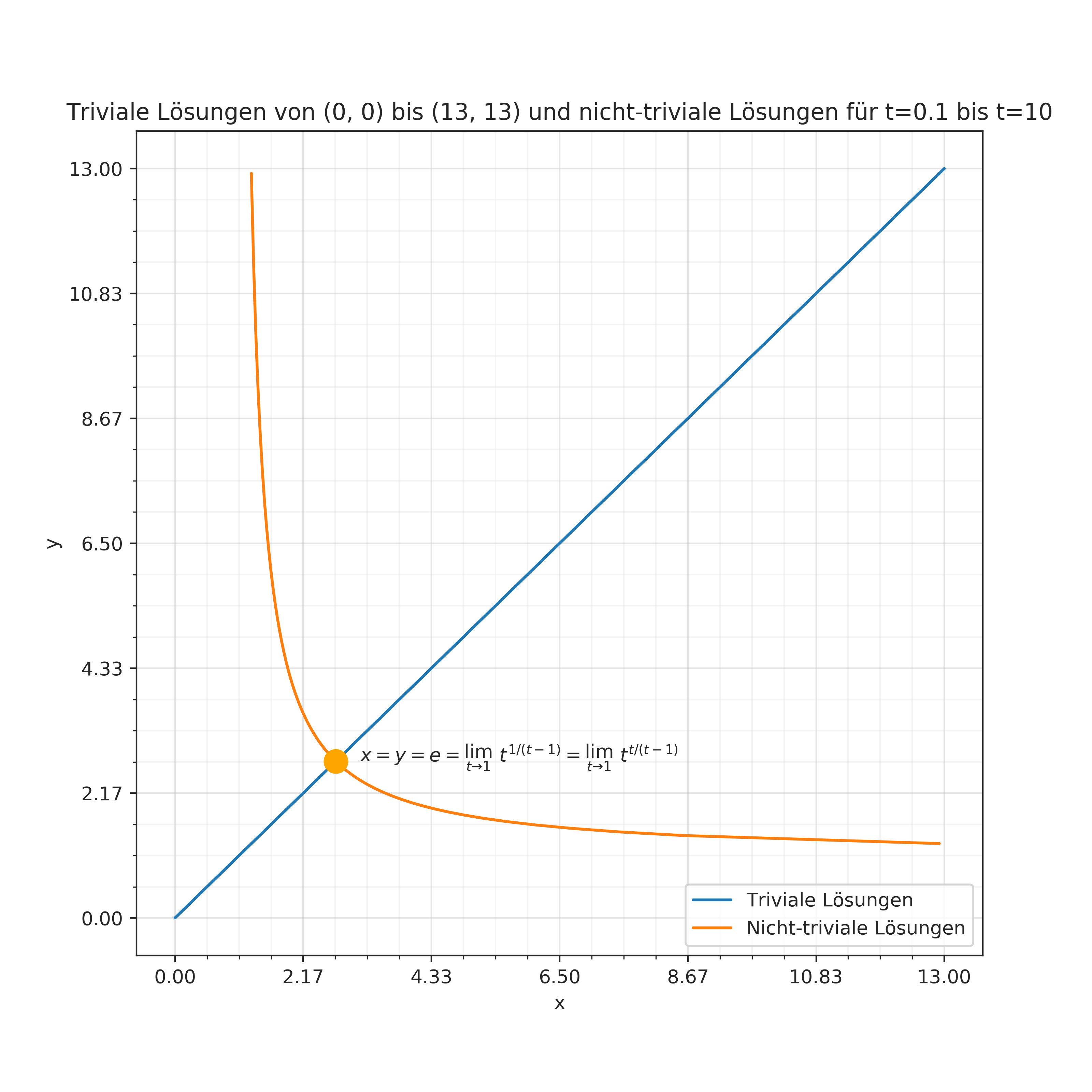
Nicht-negative Lösungspaare der Gleichung

Im Allgemeinen ist die Exponentiation zweier reeller Zahlen nicht kommutativ. Die Gleichung {\displaystyle x^{y}=y^{x}} hat trotzdem unendlich viele Lösungen.
Eine Lösung ist {\displaystyle x=2,\,y=4}.

## Geschichte
Die Gleichung {\displaystyle x^{y}=y^{x}} wird in einem Brief von Daniel Bernoulli an Christian Goldbach vom 29. Juni 1728 erwähnt. Der Brief enthält die Aussage, dass die einzigen beiden Lösungen der obigen Gleichung, wobei {\displaystyle x\neq y} natürliche Zahlen sein sollen, {\displaystyle x=2,y=4} bzw. {\displaystyle x=4,y=2} sind. Die Antwort von Goldbach vom 31. Januar 1729 enthält allgemeine Lösungen der Gleichung, die durch die Substitution {\displaystyle y=tx} erhalten wurden. Eine ähnliche Lösung wurde von Leonhard Euler gefunden.
J. van Hengel wies darauf hin, dass für natürliche Zahlen {\displaystyle r\geq 3} und {\displaystyle n} folgendes gilt: {\displaystyle r^{r+n}>(r+n)^{r}}. Es genügt also, {\displaystyle x=1} und {\displaystyle x=2} zu betrachten, um alle Lösungen für natürliche Zahlen zu bestimmen.
Das Problem wurde in mehreren Publikationen behandelt. Im Jahre 1960 kam die Gleichung in der William Lowell Putnam Competition vor, was Alvin Hausner dazu bewog, die Ergebnisse auf algebraische Zahlkörper auszudehnen.

## Nicht-negative reelle Lösungspaare
Hauptquelle:
Eine unendliche Menge von „trivialen“ Lösungen ist durch die Bedingung {\displaystyle x=y} gegeben.
Wir suchen also nach nicht-negativen Lösungspaaren ({\displaystyle x,y\geq 0}), für die {\displaystyle x\neq y} gilt. Es kann  {\displaystyle x,y>0} angenommen werden, da die einzige triviale Lösung, für die {\displaystyle x=0} oder {\displaystyle y=0} gilt, {\displaystyle x=y=0} ist. Wir können also für genau ein {\displaystyle t>0,t\neq 1} schreiben, dass {\displaystyle y=tx}. Die Gleichung lautet jetzt: 
{\displaystyle (tx)^{x}=x^{tx}=(x^{t})^{x}}.
Durch Anwendung der {\displaystyle x}-ten Wurzel und Dividieren durch {\displaystyle x} auf beiden Seiten ergibt sich also:
{\displaystyle t=x^{t-1}}.
Da per Definition {\displaystyle y=tx} ist, lassen sich also alle nicht-negativen, nicht-trivialen Lösungspaare folgendermaßen schreiben ({\displaystyle t>0,t\neq 1}):
{\displaystyle x=t^{1/(t-1)}},
{\displaystyle y=t^{t/(t-1)}}.
Zudem sind für {\displaystyle t>0} alle obigen Paare Lösungen der Gleichung.
Setzt man beispielsweise {\displaystyle t=2} beziehungsweise {\displaystyle t={\tfrac {1}{2}}}, so erhält man die oben genannte Lösung {\displaystyle 4^{2}=2^{4}}.
Andere Lösungspaare, die aus algebraischen Zahlen bestehen, sind beispielsweise {\displaystyle {\sqrt {3}}} und {\displaystyle 3{\sqrt {3}}}, sowie {\displaystyle {\sqrt[{3}]{4}}} und {\displaystyle 4{\sqrt[{3}]{4}}}.
Der Schnittpunkt der zu den obigen Lösungen gehörigen Kurve im {\displaystyle \mathbb {R} ^{2}} und der Kurve {\displaystyle x=y} liegt bei (mit stetiger Fortsetzung) {\displaystyle t=1}. In diesem Fall ist
{\displaystyle x=\lim _{t\to 1}t^{1/(t-1)}=\lim _{n\to \infty }\left(1+{\frac {1}{n}}\right)^{n}=e}.
Der Schnittpunkt liegt also bei {\displaystyle x=y=e}.